# Курафу-кэй
Kurafu Kei — наиболее агрессивное и экстремальное ответвление стиля Visual Kei, исполнители которого, в основном находясь в андеграунде и будучи индисами, приобрели большую популярность, как на родине, так и за её пределами. Отцами данного жанра являются две культовые и неординарные группы для японской рок-сцены — ∀NTI FEMINISM и The Piass, собравшиеся в самом начале 90-х и решившие ещё больше разнообразить тогдашний Visual Shock, который из без того уже наделал много шума.

## Музыка и образы
Отличительная черта этого стиля — это экстремальное и довольно жёсткое звучание, особенно у второй волны. Первоначально смешивался панк-рок и трэш-метал с глэм-металом, из которого брались в основном мелодичные облегчённые элементы для гитарных соло и визуальный облик, коим тогда пестрил этот стиль. Вторая же волна стала звучать более жёстко, особенно с популяризацией таких стилей в Японии, как дэт-метал и металкор, ярчайшими примерами могут послужить относительно молодые DEATHGAZE, а также The Piass после 2005-го года, которые как раз тогда стали активно использовать более быстрые ударные партии, в том числе и бласт-бит, но тем не менее, при грубости звучания музыка практически не теряла мелодичности.
Вокал достаточно разнообразен, в большей половине это, конечно, виды экстремального — такие, как гроулинг или скриминг и их разновидности, но также имеет место искажённый вокал за счёт семплирования или аппаратуры (как к примеру у ∀NTI FEMINISM) или же наоборот чистый, даже доминирующий (к примеру, у LuLu) либо контрастирующий с грубым (к примеру у The Piass). При этом под довольно жёсткую и грубую музыку может звучать достаточно мелодичный и приятный слуху голос, что также придаёт группам жанра бо́льшую уникальность.
Отдельно стоит отметить и, собственно, визуальный облик музыкантов, в котором преобладают красный и его оттенки (∀NTI FEMINISM и The Piass) или чёрный, иногда с пугающим макияжем, иногда под корпспейнт (DEATHGAZE). Но тем не менее группы выглядят достаточно ярко и запоминающеся, хотя и пугающе одновременно, что не плохо отражается в их PV, где они могут играть в пёстрых нарядах, а могут облитые кровью и в лохмотьях. Так, к примеру, группы, выделяющиеся в производный подстиль Iryou Kei (+ISOLATION и LuLu), используют докторские халаты, испачканные кровью и другую медицинскую атрибутику, кроме того, не только в клипах, но и на концертах и фотосессиях, что делает их ещё ярче и необычнее.
В современном Kurafu Kei стилистка музыки может варьироваться от анархического панка до грайндкора, при том у одной и той же группы, а визуальный образ может походить даже на Oshare Kei, что говорит о том, что стиль до сих пор активно развивается, а рамки его расширяются.
Концертные шоу могут быть совершенно непредсказуемыми, от обыкновенного выступления в костюмах, до обливания кровью, нанесения себе нетяжёлых телесных травм и игр с пиротехникой, что иногда заканчивается и госпитализацией.

## Тематика
Лирика в большинстве случаев посвящена ужасам, как в горграйнде или дэт-метале, либо смерти с менее приземлённой точки зрения, кроме того, встречаются и довольно спокойные композиции с ненапрягающими текстами, порою даже инструментальные баллады, что ещё раз говорит о разнообразности данного направления. В большинстве случаев тематика песен такова:
- Общество
- Насилие
- Смерть
- Возрождение
- Юмор
- Философия
- Анархия
- Извращения
- Ужасы

## Представители
К данному жанру пока можно отнести немного групп, несмотря на то, что стиль уже имеет много поклонников по всему миру. Тем не менее, список таков:
- The Piass
- ∀NTI FEMINISM
- DEATHGAZE (также Nagoya Kei)
- Deadly Sanctuary
- LuLu (также Iryou Kei)
- +ISOLATION (также Iryou Kei)
- La’Mule (также Iryou Kei)
- Dir en Grey (начиная с сингла Agitated Screams of Maggots 2006 года, имеет достаточно широкий музыкальный спектр)

Наиболее яркими представителями являются The Piass, ∀NTI FEMINISM и DEATHGAZE.

The Piass — одни из основателей стиля

The Piass — группа, одна из двух, являющихся основателями стиля. Основана в 1990-м году четырьмя участниками, трое из которых погибли при странных обстоятельствах в 1995-м и 1997-м годах и с тех пор менявшая состав неоднократно и 1 раз распадалась, но возрождалась единственным оставшимся в живых и бессменном участнике Такаюки, являющимся лид-гитаристом, а позже и вокалистом. Работал в ∀NTI FEMINISM, после его воскрешения в 1998-м году и до 2006-го. Стилистика группы постепенно эволюционировала из смеси панк-рока и глэм-рока в 90-х до кроссовер-трэша, а позже до дэт-метала с мелодичными элементами в 2000-х. В визуальном облике доминируют красный и оранжевый, а также их оттенки. После долгих кадровых перестановок, имеет такой состав:
- Такаюки (Takayuki) — вокал (2006—2007, 2009-), гитара (1990—2009)
- Зифу (Thifu) — гитара (2009-)
- Цубаки Юносукэ (Tsubaki Yunosuke) — гитара (2009-)
- Тэнтэкэ (Tenteke) — бас (2009-)
- Торо (Toro) — ударные (2009-)

∀NTI FEMINISM — сооснователи стиля

∀NTI FEMINISM — группа, вторая из двух, являющихся основателями стиля. Основана на год позже, в 1991-м году, бывшим барабанщиком распавшейся группы Kamaitachi — Киёси (ныне Кэндзи). Распадалась в 1992-м и возрождена в 1998-м, совместно с гитаристом The Piass Такаюки и с тех пор менявшая состав бесчисленное количество раз, за которые в группе сыграло более полсотни музыкантов. В плане музыки, как на рассвете карьеры так и сейчас, это бескомпромиссный кроссовер-трэш с элементами трэш-метала и индастриала. Постоянного визуального облика не имеют, но когда выступают в костюмах, то также доминирует красный цвет, но могут одеваться и спецовку или косухи с цепями. После долгих ротаций и пертурбаций имеют такой состав:
- Кэндзи (KENZI) — вокал (1991—1992), (1998-)
- Сидзуки (Shizuki) — сессионные ударные (2000—2009, (2010-)
- Руйдзи (Ruiji) — сессионный бас (2006—2009), (2010-)
- Сёго (Shogo) — сессионная гитара (2009), (2010-)

DEATHGAZE — продолжители тёмного дела

DEATHGAZE — относительно молодая группа, основанная в 2003-м году и, довольно быстро, набравшая популярность, как на родине так и за её пределами. Музыка группы — смесь дэт-метала и металкора с довольно жёстким строем гитар и обильным гроулом, который сменяется время от времени чистым вокалом. Группу также относят к Nagoya Kei, в котором она также заняла свою нишу (особенно альбомом 2008-го года AWAKE -evoke the urge-). Перемены состава коснулись и этого коллектива; после смены двух вокалистов и двух гитаристов группа имеет такой состав:
- Аи (Ai) — вокал (2008-), бас (2003—2007)
- Такаки (Takaki) — гитара (2009-)
- Косукэ (Kosuke) — бас (2007-)
- Наоки (Naoki) — ударные (2003-)

## Iryou kei
Дословно название стиля переводится как «медицинский стиль». Соответственно, музыканты перевоплощаются во врачей. На концертах устраивают шоу с использованием медицинских перчаток, халатов, бинтов, различных приспособлений и тому подобной амуницией, кроме того, то же творится и в клипах, и на всём остальном, что с ними связано. Музыка также, как и у курафу может варьироваться от мелодичного visual kei до достаточно брутального дэт-метала, в целом также разнообразна.
Наиболее яркими представителями являются La’Mule, LuLu и +ISOLATION.

## Лейблы
Хотя большинство групп индисы, но тем не менее, они всё равно выпускаются на лейблах разной величины. Самым известным является Anarchist Records — лейбл, основанный Кэндзи (∀NTI FEMINISM), продвигает в основном Kurafu Kei и панк-рок-группы, такие как The Piass и сам ∀NTI FEMINISM, а также различные инди-группы.